# Roberto Sardón
Roberto Orlando Sardón Orihuela (La Paz, Bolivia; 30 de julio) es un  coreógrafo y maestro de danza folklórica boliviana, así como abogado. Es fundador y director general de la "Academia de Danzas Folklóricas de Bolivia (ADAF)", donde se ha enfocado en la enseñanza y difusión de la danza folklórica boliviana.

### Primeros Años
Roberto Sardón nació en La Paz, Bolivia el 30 de julio, a sus 14 años inició su formación en el Ballet Folklórico Nacional de Bolivia, bajo la tutela de Manuel Acosta, durante seis años. Además estudió la licenciatura en derecho, en la Universidad Mayor de San Andrés, también comenzó a trabajar en el centro cultural de Derecho.

### Fundación de la Academia de danzas de Bolivia (Adaf)
El 7 de agosto de 1999, fundó la Academia de Danzas Folklóricas de Bolivia (ADAF) con el objetivo de ser una compañía de danza que mantenga vigente la cultura boliviana a través de la danza folklórica.

### Experiencia Profesional
Durante octubre de 2020 fue designado Director provisional de la Escuela del Ballet de Oficial de Bolivia (EBOB), por el lapso de tiempo de tres meses. También fue secretario de la Asociación de Artistas de la Danza (ASOADANZ) y presidente de la sección nacional en el Concilio Internacional de Organizaciones de Festivales y Artes Folclóricos (CIOFF).

### Usurupaya Emutu
En 2006 junto a la Academia De Danzas Folklóricas (ADAF) presentó su obra "Usurupaya Emutu", título escrito en moxeño ignaciano que significa "gracias a todos". La temática central se enfocó en la región beniana de Moxos y se llevó a cabo en el Teatro Municipal "Alberto Saavedra Pérez". En este evento, se evitó el uso material hecho de animales en peligro de extinción para los adornos de instrumentos y vestimentas.

### Moxos ritmos celestiales
En 2007 presentó "Moxos ritmos celestiales", un espectáculo que recopiló las danzas poco conocidas y casi desaparecidas de comunidades orientales de Bolivia. Se realizaron investigaciones sobre las Misiones del Beni, la vida comunitaria, así como la coreografía y vestimenta de las danzas, con el objetivo de representar y conservar la cultura de estas comunidades. 

### Versatilito y Sincronía
En 2014 llevaron a cabo la Gala Infanto Juvenil "Versatilito". Este evento reunió a los elencos baby, infantil, prejuvenil y juvenil de la academia, quienes presentaron ritmos folklóricos, así como también bailes de salón.
En septiembre del mismo año, se presentó la obra llamada "Sincronía", un espectáculo que incluyó cuadros de danzas bolivianas y bailes de salón, así como un cuadro del Caribe Mediterráneo. Este último tuvo el propósito de reflejar y dar a conocer a los Orishas cubanos, ritmos como el Guaguancó y el sincretismo de cultural. Después de la presentación, Roberto Sardón expresó:
“Tomamos el concepto de Sincronía enfocando que el artista de la danza realice un ritmo constante, moviendo todo su cuerpo al unísono con su respiración y hasta con los latidos del corazón. El producto final es la perfección entre el movimiento y la música, que se verá reflejado en cada una de las propuestas que llevaremos a escena, logrando una sincronía absoluta entre todos los bailarines” 

### Leyendas
En diciembre de 2015, presentó su temporada anual titulada 'Leyendas', una obra que aborda tradiciones y costumbres en riesgo de desaparecer, utilizando la danza para narrar historias, mitos y leyendas. Entre los cuadros se incluyeron el viaje de los llameros, las fiestas patronales del Beni, la historia de la cueca desde su origen afrodescendiente y leyendas incaicas.

### Herencias
En 2016, se exhibió su obra dancística anual "Herencias" en el teatro municipal "Alberto Saavedra Pérez". Esta obra incluyó representaciones sobre la hoja de coca y su uso en rituales andinos por los Kallawayas, así como la conexión con la Pachamama y los fenómenos naturales. También abordó la situación de la cultura Uru Chipaya y su decadencia, junto con la extinción de los flamencos en la laguna Colorada.

### Salva y Guarda
Su Temporada 2017 titulada “Salva y Guarda”, se enfocó en mostrar la protección de la naturaleza y la preservación de la cultura viva, fusionando elementos tradicionales y contemporáneos. La propuesta exploró la interconexión entre el ser humano y el entorno natural, resaltando la coca, el Cerro Rico de Potosí y las culturas indígenas, incluidos los Tobas, para enfatizar la riqueza cultural y el respeto por la naturaleza.Roberto Sardón subrayó lo siguiente:
"Centenares de niños, jóvenes y adultos pasaron por nuestra institución, aprendiendo no solamente el arte de la danza, sino a cultivar valores tan importantes como la responsabilidad, la disciplina, la ética y el patriotismo, que estamos seguros hacen mejores a las personas para aportar de manera idónea a la sociedad. El firme compromiso es seguir trabajando por nuestra cultura expresada en danza folclórica, llevar la tricolor por diferentes latitudes en el mundo y dejar un legado de arte a niños, jóvenes y adultos que tienen pasión por la danza."

### Solemne
La temporada 2023 titulada "Solemne" incluyó representaciones de la Fiesta del Tata Danzanti, la celebración de Todos Santos y la influencia africana en danzas bolivianas como el Tundiqui, Saya y Caporales. También se presentó el cuadro del Qarwani, una danza ancestral aymara que refleja la conexión del hombre andino con la llama.
Además, colaboraron con la Secretaría Municipal de Culturas y Turismo de La Paz, ofreciendo entrada gratuita a colegios y escuelas, permitiendo que los estudiantes presenciaran el espectáculo. 

### Encuentro Internacional de Folclor Ciudad de Lima
En  2010, junto a ADAF, Bolivia participó del VII Encuentro Internacional de Folclor Ciudad de Lima. Este encuentro contó con 23 delegaciones artísticas de Argentina, Bolivia, Costa Rica, Colombia, Croacia, China, Ecuador, Finlandia, México, Paraguay y Perú, donde alrededor, de unos 250 danzantes provenientes de Asia, Europa y América Latina, fueron participes de este evento.

### Dificultades en las Giras Internacionales
En 2014, la compañía realizó una gira por Costa Rica, Nicaragua y Panamá, la cual cubríó los gastos por su cuenta. Sardón también señaló los desafíos que enfrentan las compañías de danza en Bolivia, para financiar giras internacionales, afirmando: 
"Lastimosamente,  en el país,  carecemos  de políticas de apoyo específicas para la danza escénica”

### Folkloriada 2016
La academia ADAF representó a Bolivia en las Olimpiadas Mundiales de Folklore (Folkloriada 2016),  celebradas en Zacatecas, México, marcando la vuelta de Bolivia tras 20 años de ausencia en el evento. Durante la competencia, que reunió a más de 70 países y 2.000 artistas, la delegación boliviana llevó al público danzas tradicionales como el tinku, zapateo, chacarera y diablada. Los bailarines, vestidos con trajes coloridos, acompañados por música alegre, se presentaron en escenarios como teatros y estadios.
Los bailarines y artesanos junto a músicos participaron en estas danzas en cada presentación realizada. El programa mostró además cuadros de Potosí y la Diablada, presentados con música en vivo bajo la dirección de Yuliano Encinas.

### Gira por Francia
Los elencos infantil y prejuvenil de ADAF llevaron las tradiciones bolivianas a importantes festivales en Francia, destacando la emblemática Diablada Boliviana y los Caporales. La delegación participó en el Festival de Saint Maxent L'ecole, compartiendo escenario con grupos de Kirguiztán, Ucrania, Argentina, Chechenia, Francia y Bulgaria. Además, impartieron talleres de danzas bolivianas, resaltando el tinku como símbolo de la cultura viva.
Posteriormente, se presentaron en el Festival de Gauargi en Espelette, cerrando cada noche con música y danza boliviana.

### Festival Internacional de Folklore “Arguedas para el mundo”
En agosto de 2019, la academia ADAF representó a Bolivia en el III Festival Internacional de Folklore "Arguedas para el mundo" en la ciudad de Lima. Durante el evento, presentaron danzas como los Caporales y la Diablada, demostrando al público la identidad y tradiciones bolivianas.

### Fokloriada 2021
En la Folkloriada 2021, realizada en Rusia, la delegación boliviana, bajo la dirección artística de Roberto Sardón, presentó danzas como la diablada, caporales y un cuadro dancístico de Potosí. Los bailarines se prepararon durante dos años para el evento, y su actuación en la clausura del festival incluyó una emotiva interpretación de una canción rusa con charango, que conmovió al público. 

### Cioff en Bolivia
En octubre de 2015, durante el 45° Congreso Mundial de CIOFF en Arequipa, Perú, al que asistió Roberto Sardón Orihuela, Bolivia fue aceptada como miembro asociado de CIOFF Mundial. Posteriormente, en el 47° Congreso en Italia (octubre de 2016), Sardón y Paola Rivero (Cochabamba) lograron la creación de la Sección Nacional CIOFF Bolivia, aprobada por la Asamblea General con la participación de más de 50 países. Esta acreditación busca promover y difundir la cultura tradicional boliviana en festivales internacionales.

#### Otros reconocimientos
En conmemoración al Día Internacional de la Danza, la Secretaría Municipal de Culturas reconoció a 9 directores de danza con 15 años de trayectoria, entre ellos Mariela Gonzales, Nelly Cortez, Charito Carazas, Manuel Acosta, Miguel Mérida, y Roberto Sardón, en la velada del 29 de abril de 2015 en el Teatro Municipal.
En la gestión 2022. El alcalde de La Paz, Iván Arias entregó reconocimientos a dos cantautores, dos agrupaciones y siete elencos de danza en la Gala de la Cueca, evento que culmino debido a los festejos por el Día Nacional de la Cueca Boliviana, en el Teatro Municipal "Alberto Saavedra Pérez"
1. ↑  «Roberto Sardón». www.eldiario.net. Consultado el 20 de octubre de 2024.
2. ↑  «La Escuela del Ballet Oficial de Bolivia tiene un nuevo director».
3. 1 2  «La Escuela del Ballet Oficial de Bolivia tiene un nuevo director».
4. 1 2  «Adaf Bolivia celebra 15 años con una exposición de fotos».
5. ↑  «El Teatro Municipal, presenta Danza del oriente». Bolivia.com. Consultado el 17 de octubre de 2024.
6. ↑  «Danzas de Bolivia en el Teatro Municipal». Bolivia.com. Consultado el 17 de octubre de 2024.
7. ↑  «ADAF–BOLIVIA festeja sus “15”». www.eldiario.net. Consultado el 20 de octubre de 2024.
8. ↑  «Adaf Bolivia imprimió su sello en la danza». www.eldiario.net. Consultado el 20 de octubre de 2024.
9. ↑  «“Leyendas” por ADAF Bolivia». www.eldiario.net. Consultado el 20 de octubre de 2024.
10. ↑  «ADAF Bolivia presenta “Herencia… el legado de nuestros ancestros”». www.eldiario.net. Consultado el 20 de octubre de 2024.
11. ↑  «“Salva y guarda” con ADAF BOLIVIA». www.eldiario.net. Consultado el 20 de octubre de 2024.
12. 1 2  Jeanette (1 de noviembre de 2023). «El nuevo espectáculo de ADAF Bolivia es “Solemne”». El Diario - Bolivia. Consultado el 19 de octubre de 2024.
13. ↑  PERÚ, Empresa Peruana de Servicios Editoriales S. A. EDITORA (14 de enero de 2010). «250 danzantes de Asia, Europa y América participarán en Encuentro de Folclor en Comas». andina.pe. Consultado el 19 de octubre de 2024.
14. ↑  Bolivia, Opinión (12 de octubre de 2014). «Elencos de danza organizan kermeses para solventar sus giras en el exterior». Opinión Bolivia. Consultado el 20 de octubre de 2024.
15. ↑  «Bolivia se luce con sus danzas en la “Folkloriada 2016”». www.eldiario.net. Consultado el 20 de octubre de 2024.
16. ↑  «ADAF Bolivia cumplió con el país». www.eldiario.net. Consultado el 20 de octubre de 2024.
17. 1 2  «ADAF Bolivia 20 años haciendo cultura». m.eldiario.net. Consultado el 22 de octubre de 2024.
18. ↑  A, DAYANA FLORES. «Bolivianos deleitan a Rusia con danzas típicas». Opinión Bolivia. Consultado el 22 de octubre de 2024.
19. ↑  «Dos academias de danza folklórica en el Cioff». Los Tiempos. 23 de marzo de 2017. Consultado el 19 de octubre de 2024.
20. ↑  «Reconocen labor de elencos nacionales de danza». www.eldiario.net. Consultado el 20 de octubre de 2024.
21. ↑  Editor (5 de octubre de 2022). «Entregaron reconocimientos a artistas y ballet en Gala de la Cueca -». acuerdos.com.bo. Consultado el 19 de octubre de 2024.

- Datos: Q130609437